# 王子平
王子平（Wang Ziping　おう しへい、1881年 - 1973年）は、潭腿（弾腿）門の武術家。中国河北省滄県の出身。回族。

## 人物
王家は武術家の名家であり、楊洪修より潭腿・査拳を学ぶ。1928年に「南京中央国術館」の少林門の門長として指導する。「大力千斤王」とよばれた。
練功十八法の元になった「去病延年二十勢」を創作した。著書には、「拳術二十法」がある。
娘の王菊蓉（1928-2005)も著名な武術であり、来日して日本の中国武術愛好家に指導を行った。
日本人武道家では鹿児島に本拠を置く、少林寺流空手道錬心舘の初代宗家、保勇が当時、日本と国交がなかった（「日中国交正常化」は1972年）1965年（昭和40年）12月に中国武術界の招聘を受けて、戦後、武道家として初めて中国を訪問。約40日間にわたり広州、長沙、武漢、北京、西安、延安、杭州、上海において日本空手道を公開するとともに王子平をはじめ全国武術総会副主席の張文広との会見など中国武術各派と交流した。